# Geest

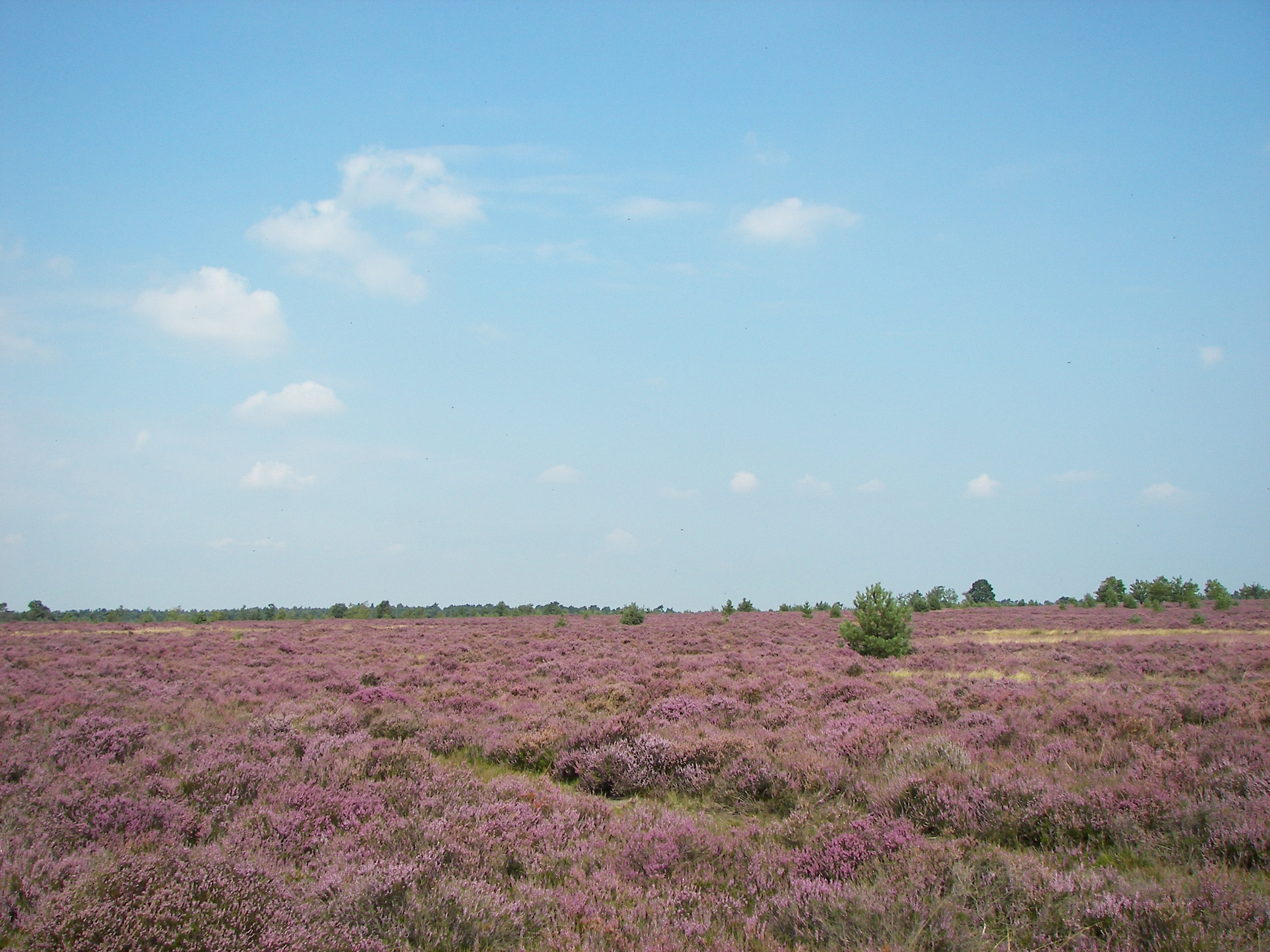
Die Lüneburger Heide ist eine typische Geestlandschaft.

Die Geest bezeichnet einen geomorphologisch-pedologischen Landschaftstyp in Norddeutschland, Flandern, den Niederlanden und Dänemark. Er ist gekennzeichnet durch Sandablagerungen aus der Zeit des Pleistozäns und steht im Gegensatz zum nacheiszeitlich entstandenen Schwemmland, der Marsch. Da die Geest eine höher gelegene Landschaft darstellt, nennt man sie bisweilen auch Geestrücken oder Sandrücken. Etymologisch wird das Wort von den niederdeutschen Adjektiven gest („trocken“, „unfruchtbar“) und güst („unfruchtbar“ bei milchgebenden Tieren) hergeleitet und als Substantiv verwendet. Verwandte (geographische) Begriffe von dieser Bezeichnung sind u. a. Vorgeest bzw. Niedere Geest, Hohe Geest, Geestniederung, Geestplatte, Geestrand usw. Die überwiegend kleinstädtische Geestrandsiedlung gilt als besondere Siedlungsform. Typische Dorfformen der Geest sind auch das Eschdorf und die Heidesiedlung.
Die Liste von naturräumlichen Großregionen in Deutschland fasst alle ehemaligen Geest- und Moorbezirke unter dem Namen Norddeutsche Geest zusammen. Innerhalb dieses Gebietes werden die Haupteinheiten wie Dümmer-Geestniederung, Ems-Hunte-Geest, Ostfriesisch-Oldenburgische Geest, Weser-Aller-Flachland, Stader Geest, Lüneburger Heide und Schleswig-Holsteinische Geest unterschieden, die wiederum in kleinere Einheiten zergliedert sind.
In Bereichen mit friesischer Mundart findet man die Andeutung Geest, Gast oder Gaste als Grundwort vielfach auch in den Ortsnamen wieder; so z: B. Tergast, Holtgast, Jemgumgaste, Grotegast, Lutjegast, Rinsumageest, Oegstgeest, Poelgeest und Gaasterland. Auch wurden die Ackerflächen des Dorfes hier häufig als Garst oder Gaste angedeutet. Gelegentlich wird das Wort Geist (fem.) verwendet, wie in Geistviertel, Hohe Geist oder Hölzengeist.
Im Westen der Niederlande (die Provinzen Nord- und Südholland) wird geest als der besiedelte Dünenrand mit seinen alten Ackerböden definiert. Sonst wird in den Geestregionen der Niederlande eher von Sandböden und Sandgegenden (zandgebieden) geredet, wobei man wiederum zwischen Geschiebelehmplatten und Flugsandebenen differenziert. Die formelle Einteilung in Hauptlandschaftstypen unterscheidet zwischen den nördlichen, östlichen, zentralen und südlichen Geestbezirken. Im zentralen Geestbereich wird die Landschaft von einem saalezeitlichen Eisrandlage mit Sandern, End- und Grundmoränen geprägt. Das Grundwort geest ist hier nur vereinzelt in Ortsnamen wie Geesteren, Geijsteren und Gasteren überliefert worden.
In Dänemark werden häufig die Ausdrücke Heidelandschaft (Hedeegnen) oder Heidedörfer (Hedebygder) verwendet, wobei man – nach einem Entwurf von Enrico Dalgas – zwischen niedrigen Heideebenen (Hedesletter oder Talsandern, Deutsch: Vorgeest) und hohen Geestinseln (Bakkeøer oder Moräneinseln, Deutsch: Hohe Geest) unterscheidet. Die Geestinseln sind teils aus Geschiebelehm, teils aus Moränensand aufgebaut. Die Termini Vorgeest und Hohe Geest sind vor allem im angrenzenden Schleswig-Holstein üblich.

## Kennzeichen
Geestlandschaften sind generell höher als die Marsch. Sie bestehen aus Endmoränen, Grundmoränen saaleeiszeitlicher Prägung (Hohe Geest) oder weichseleiszeitlichen Sandern (Niedere Geest). Diese Altmoränenlandschaft wurde im Zuge des Eem-Interglazials von Flugsanden und danach von Sandern der folgenden Weichseleiszeit überprägt. Zusätzliche Erosion schuf relief- und gewässerärmere Gebiete. Sie besitzen eine deutliche Verwandtschaft zu den Platten im Binnenland. Häufig findet man daher sandigen, unfruchtbaren Boden. Hier wird vor allem Kartoffelanbau betrieben. Die Bewaldung besteht überwiegend aus Kiefern. Allerdings wurden die meisten Baumbestände im Zuge der Besiedlung vernichtet. Durch stetiges Verbeißen der Jungtriebe durch Vieh können Zwergstrauchgesellschaften (Heiden) entstehen.
Grund- und Endmoränengebiete sind fruchtbarer als Sander und sind von Natur aus mit Laubwald (v. a. Buche) bestanden. Sehr sandige Geestgebiete sind wesentlich weniger fruchtbar als die Marschen oder die weichselkaltzeitlich geprägten Moränen-Landschaften etwa des östlichen Hügellandes in Schleswig-Holstein. Typisch ist diese Landform für weite Teile Niedersachsens, Mecklenburg-Vorpommerns, Schleswig-Holsteins und Hamburgs.
Kennzeichnend für viele Geestlandschaften der Küstenländer sind die Knicks, eine norddeutsche Sonderform der Wallhecke, die in regelmäßigen Abständen auf den Stock zurückgeschnitten wird und Schutz vor Wind und Sandflucht bietet. Knicks dienten früher auch zur Gewinnung von Weidenruten und von Holz für Zäune und als Brennmaterial.
Wo die Geest direkt an das Meer grenzt, bilden sich Steilküsten, so genannte Kliffe.

## Besiedlungsgeschichte
In der Besiedlungsgeschichte Norddeutschlands war die Geest früher als die Marsch besiedelt, da sie Schutz vor Sturmfluten bot. Daher findet man sowohl auf dem Festland als auch auf den Geestkernen der Inseln Großsteingräber aus der Steinzeit.
Die Geest-Marsch-Grenze stellt auch siedlungs- und kulturgeschichtlich eine Grenze dar. So siedelten die Friesen sich bevorzugt in Marschgebieten an. Auch innerhalb der sächsisch besiedelten Gebiete gab es eine Trennung von bäuerlichen Geest- und Marschkulturen, die nicht zuletzt durch die unterschiedliche Fruchtbarkeit der Gebiete bestimmt war. Für Marschbewohner galt es bis in das 20. Jahrhundert hinein als unschicklich, jemanden von der Geest zu heiraten, da auf diese Weise kein fruchtbares Land in die Familie kam.

## Beispiele
Geestlandschaften sind
- die Burgdorf-Peiner Geest
- die Cloppenburger Geest bei Cloppenburg
- die Friesische Wehde südwestlich des Jadebusens
- der Geesthang zwischen Wedel, Altona und Hamburg-Neustadt sowie zwischen Hamburg-St. Georg, Bergedorf, Geesthacht und Lauenburg nördlich der Elbe
- die Geestkerne der Inseln Amrum, Föhr und Sylt
- die Hannoversche Moorgeest
- die Heide-Itzehoer Geest
- der Hümmling im Emsland
- die Lingener Höhe im Emsland
- die Lüneburger Heide in Niedersachsen
- der Münsterländer Kiessandzug
- die Ostfriesisch-Oldenburgische Geest
- die Rahden-Diepenauer Geest
- das Rehdener Geestmoor
- die Schleswigsche Geest
- die Stader Geest mit ihren Teilgebieten:
  - die Achim-Verdener Geest
    - die Lintelner Geest

  - die Wesermünder Geest
    - die Osterholzer Geest
    - die Wurster Heide bzw. Hohe Lieth zwischen Bremerhaven und Cuxhaven
    - die Wingst nordwestlich von Hemmoor (Niedersachsen)
    - der Westerberg

  - die Zevener Geest
- der Steyerberger Wald bei Steyerberg

Der Naturpark Wildeshauser Geest ist dagegen keine eigenständige Geestlandschaft, sondern besteht aus Anteilen verschiedener Geestlandschaften und anderen Landschaftsformen.

## Siehe weiter
- Naturräumliche Großregionen Deutschlands
- Naturräumliche Haupteinheiten Deutschlands